# 광대리역
광대리역(廣大里驛)은 지금의 경기도 여주시 세종대왕면 광대리에 위치했던 수려선의 역이다.

## 역사
- 1966년 7월 23일 : 임시승강장으로 영업 개시[1]
- 1966년 9월 10일 : 폐지[2]
- 1966년 9월 11일 : 무배치간이역으로 영업 재개[3]
- 1967년 9월 1일 : 을종승차권대매소로 지정[4]
- 1972년 4월 1일 : 수려선 폐선과 함께 폐지[5]